# Gombessa (Expedition)
Gombessa (von einem komorischen Namen für Quastenflosser) ist die Bezeichnung von bisher fünf Tauchexpeditionen der privaten Firma Andromède Océanologie des französischen Meeresbiologen und Tauchunternehmers Laurent Ballesta (* 1974). Die Expeditionen haben unterschiedliche Forschungskooperatoren und -zwecke. Sie werden finanziert durch Sponsoren wie der Fondation Prince-Albert-II-de-Monaco oder dem Schweizer Uhrenhersteller Blancpain und medial begleitet.
Es handelt sich um Sättigungstauchexpeditionen, d. h. die Taucher halten sich während der ganzen Expeditionsdauer von Tagen oder Wochen in einer Druckkammer auf, mit einer abtrennbaren Schleuse, die auf den Meeresboden in 60–120 m Tiefe abgesenkt und nach einigen Stunden wieder auf das Expeditionsschiff zurückgeholt wird. So entfallen die üblichen Dekompressionszeiten. Die Taucher atmen keine Luft, sondern ein Gemisch von 98 % Helium mit 2 % Sauerstoff, welches die Stickstoffnarkose vermeidet.
Die Technik stammt aus der Offshore-Erdölindustrie. Das bei der Gombessa-Expedition benutzte zylinderförmige Habitat bietet den vier Tauchern nur insgesamt 5 Quadratmeter Platz. Außen an der Schleuse befinden sich Halterungen für die Atemgeräte, die nach jedem Tauchgang von der Schiffsbesatzung unter Normaldruckbedingungen gewartet und wiederbefüllt werden. Mahlzeiten und weiteren Bedarf bekommen die Taucher über eine Druckschleuse. Ballesta hat dem Zylinder den Namen „station bathyale“ gegeben, da sie einer Raumstation (frz. station spatiale) gleicht.
Die fünf Expeditionen Gombessa I – V wurden 2013 vor La Réunion, 2014 und 2017 südlich des Fakarava-Atolls in Französisch-Polynesien, 2015 an der antarktischen Küste (Dumont-d’Urville-Station) und 2019 an der Côte d’Azur durchgeführt.